# Nieuwe Geschiedenis van de Vijf Dynastieën
De Nieuwe Geschiedenis van de Vijf Dynastieën of Xin Wudaishi is een van de boeken uit de Vierentwintig Geschiedenissen, de verzameling officiële geschiedenissen van Chinese keizerlijke dynastieën. Het boek is gepresenteerd in 1072 en beschrijft de geschiedenis van de Vijf Dynastieën (907-960). Het werk verving de honderd jaar daarvoor samengestelde Oude Geschiedenis van de Vijf Dynastieën.

## Ontstaan

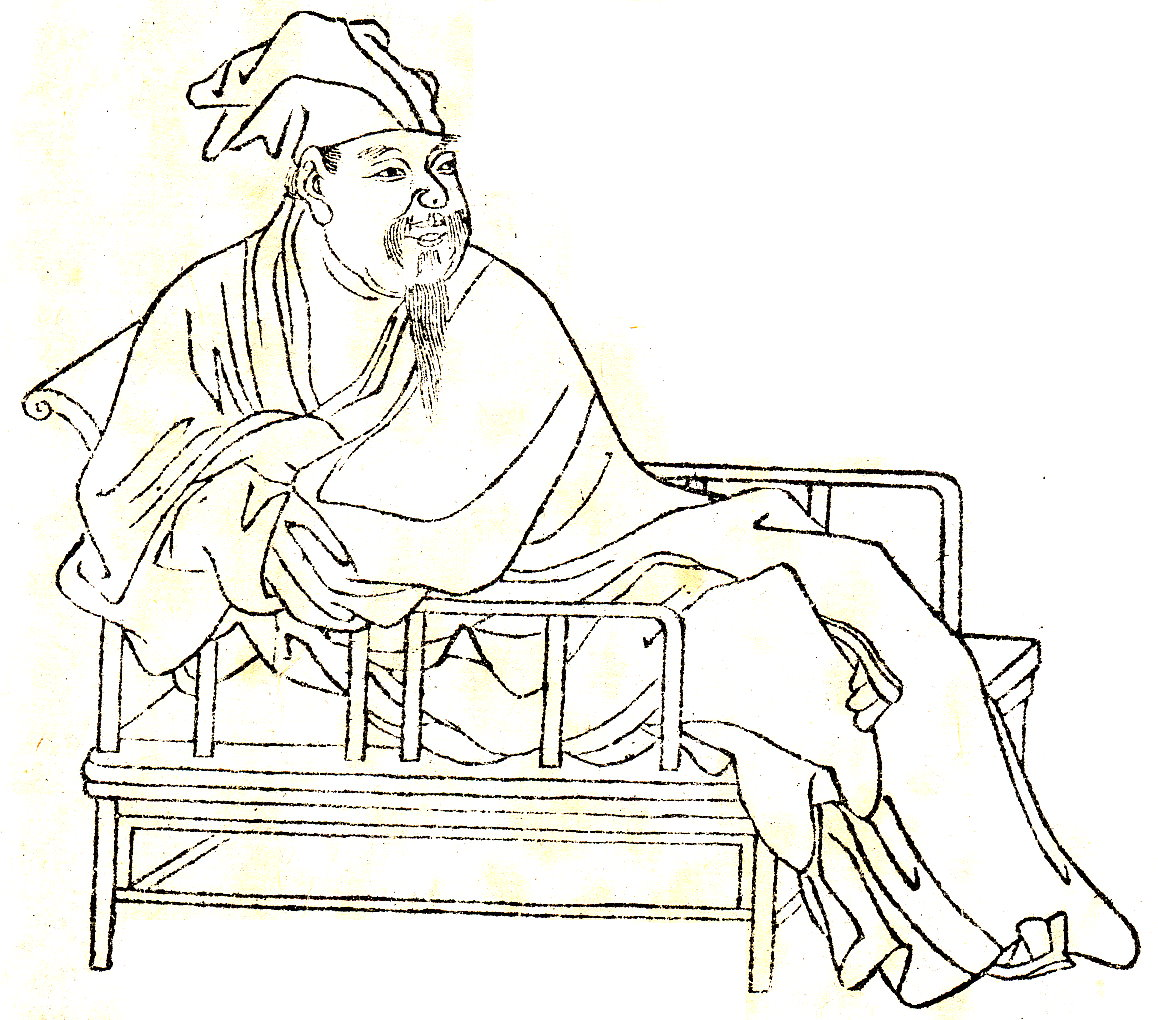
Ouyang Xiu (1007-1072).

Ouyang Xiu (歐陽修, 1007-1072), een van de meest vooraanstaande literaten van dat moment, heeft tussen 1036 en 1053 op eigen initiatief gewerkt aan een geschiedenis van de Vijf Dynastieën. Het werk werd in 1072 per keizerlijk decreet goedgekeurd en vervolgens uitgegeven door het 'Onderwijskundig Directoraat'(Guozi jian, 國子監) onder de titel 'Nieuwe Geschiedenis van de Vijf Dynastieën'. Het werk verving allengs de Oude Geschiedenis van de Vijf Dynastieën.
In literair opzicht vormt de Xin Wudaishi een opvallend frisse uitzondering op de overige dynastieke geschiedenissen, die in tegenstelling tot het werk van Ouyang Xiu vooral kunnen worden beschouwd als droge, beredeneerde bronnenuitgaven.

## Inhoud
De 'Xin Wudaishi' bevat 74 juan. Ouyang Xiu volgde de indeling van de Shiji en de Hanshu:
| dynastieke geschiedenis | benji (annalen) | shijia (erfelijke geslachten | biao (tabellen) | shu (verhandelingen | liezhuan (biografieën) | Totaal aantal juan |
| ----------------------- | --------------- | ---------------------------- | --------------- | ------------------- | ---------------------- | ------------------ |
| Xin Wudaishi            | 12              | 10                           | 1               | 3                   | 48                     | 74                 |

Ouyang Xiu nam de Lente- en Herfstannalen als voorbeeld voor zijn werk. Onder de categorie erfelijke geslachten staat de geschiedenis van de Tien Koninkrijken vermeld (die in de 'Jiu Wudaishi' niet werd behandeld).

## Chinese tekst
- 歐陽修, 《新五代史》(74卷), 北京 (中華書局), 1976 (Ouyang Xiu, Xin Wudaishi (74 juan), Beijing (Zhonghua shu ju), 1976), 3 delen, 923 pp.

herdrukt 1999, ISBN 9787101021288. De Zhonghua uitgave van de Vierentwintig Geschiedenissen is de meest gebruikte uitgave. De teksten zijn voorzien van leestekens, ingedeeld in paragrafen en geschreven in traditionele karakters.

## Vertaling
- Davis, Richard L., Historical Records of the Five Dynasties, New York (Columbia University Press) 2004, ISBN 0231128266.

Vertaling van ongeveer twee derde van de 'Nieuwe Geschiedenis van de Vijf Dynastieën'.